# Platyrrhacus chunco
Platyrrhacus chunco är en mångfotingart som beskrevs av Chamberlin 1941. Platyrrhacus chunco ingår i släktet Platyrrhacus och familjen Platyrhacidae. Inga underarter finns listade i Catalogue of Life.